# Mangelia cerina
Mangelia cerina är en snäckart. Mangelia cerina ingår i släktet Mangelia och familjen kägelsnäckor. Inga underarter finns listade i Catalogue of Life.